# Loyiso Gola
Pour les articles homonymes, voir Gola.
Loyiso Gola (né le 16 mai 1983)est un humoriste de stand-up sud-africain. Il est le co-créateur et pivot de la série télévisée des actualités satiriques de fin de soirée Late Nite News avec Loyiso Gola sur eTV et eNCA débutée en 2010.   
En 2012, il est nommé l'un des 200 jeunes sud-africains remarquables par le Mail & Guardian dans la catégorie Médias et films. Men's Health décrit Gola comme ayant "un pouvoir attractif qui divise" en raison de la nature ouvertement critique de son humour, et comme "un véritable penseur se faisant passer pour un idiot et la voix réticente d'une génération cynique". Son frère cadet Lazola Gola est également humoriste. 

## Jeunesse et carrière
Gola est Xhosa, né dans le township de Gugulethu au Cap. Il quitte Gugulethu à l'âge de 14 ans et fréquente l'école secondaire Zonnebloem Nest à Woodstock. Gola se décrit comme "très réservé et timide" avant son exposition à la comédie. Après avoir fait un sketch d'ouverture pour le comédien Marc Lottering à son lycée, son professeur de théâtre lui présente le Cape Comedy Collective alors qu'il a 17 ans. Par la suite, il suit des humoristes d'une troupe de comédiens dans le cadre d’un stage d’expérience professionnelle et commence à se produire régulièrement sur scène avec eux. En 2002, il passe l'équivalent du Baccalauréat (Matric) et remporte le Sprite Soul Comedy Tour en décembre de la même année; après quoi il déménage du Cap pour Johannesbourg. 
Sa carrière télévisuelle commence avec des apparitions sur SABC 1 dans le Phat Joe live talk - show en 2002, puis sur la SABC 1 dans Pure Monate Show, série créée par les comédiens David Kau et Kagiso Lediga en 2003. En 2007, il co-anime sur la SABC 2 un talk-show Dinner avec le président créé par Pieter-Dirk Uys où il joue le rôle du petit-fils noir de l'alter ego de la satiriste Evita Bezuidenhout. En 2010, il devient l'animateur de la série satirique Late Nite News qu'il a co-créée avec le comédien Kasigo Lediga. Le spectacle est nommé pour un Emmy Award international de la meilleure série humoristique de 2013.  
Gola se produit également dans de nombreux spectacles en solo sur la scène sud-africaine à partir de 2006, ainsi que dans plusieurs festivals internationaux d'humour. Il remporte le South African Comedy Award de la meilleure révélation de comédie sud-africaine pour son one-man show en 2007, Loyiso Gola, à la présidence, qui coïncidait avec la campagne pour l'élection d'un nouveau chef au Congrès national africain, et qui deviendra finalement le président de l'Afrique du Sud. 

## One-man shows
- Je suis Frank (2006)
- Loyiso Gola à la présidence (2007)
- De retour à la maison (2010)
- Life & Times (2011)
- Noir professionnel (2012)
- Loyiso Gola Live (2013)
- Discours sur l'état de la nation (2014)

## Filmographie

### Film
- Bunny Chow, connais-toi toi-même (2006) [5]
- Outrageous (2010) [6],[7]
- Copposites (2012)
- Catching Feelings  (2017)

### Télévision
- Phat Joe Live (2002)
- Le spectacle pur monate (2003)
- Dîner avec le président - coanimateur avec Pieter-Dirk Uys (2007)
- Late Nite News avec Loyiso Gola - animateur (2010)
- Comedy Central présente Loyiso Gola en direct de chez Parker (2012) [8]

## Prix
- 2002 - Gagnant du Sprite Soul Comedy Tour
- 2007 - Prix de la Comédie sud-africaine - Meilleure révélation pour Loyiso Gola pour président
- 2014 - Prix du comédien de l'année des Savanna SA -Comic's Choice Award [9],[10]